# 王信一
王信一（1954年—），台灣木雕藝術家，阿美族人，族名一代 E-Dai，台東縣人，現居於台灣台東縣池上鄉。

## 簡介
王信一出生於台東，半工半讀才在台北完成高中學業，1974年時因看到佛具店師傅雕佛像而對木雕產生濃厚興趣，開始投身木雕創作，尤其時常採用漂流木為創作材質，結合阿美族生活、文化為題，在1999年，王信一首度參加雕刻比賽，作品受臺東文化中心典藏，此後時常參賽屢獲肯定，在2006年被國立台灣工藝研究發展中心肯定，列定為工藝之家。於2012年獲頒第三屆「原住民族工藝薪傳獎」。
王信一在創作時常不構思草圖，自成「一刀雕」的技藝，作品皆一刀成形，風格粗獷、質樸，又因創作速度快，被稱譽為「王五刀」及「快刀手」。

## 得獎記錄
- 2018年 巧聖魯班「匠傳花博」達人組優勝
- 2017年 三義國際木雕節最佳設計獎
- 2012年	第三屆「原住民族工藝薪傳獎」
- 2009年	臺中縣原住民綜合服務中心原藝美藝原住民手工藝競賽，金獎「傳說中的巴冷」
- 2009年 工藝精品獎「漂」、「護花使者」
- 2007年	武陵心．木雕情─漂流木雕刻比賽優選「勇士」
- 2006年 全國木雕藝術創作比賽木雕類第三名。
- 2005年 屏東縣原住民「木工技藝比賽」桌椅組合類優選「勇士椅」
- 2005年 林務局舉辦三義漂流木雕刻比賽第二名「祈雨祭」
- 2005年 高雄原住民主題公園創作設計競賽第三名「族群融合」
- 2005年 臺北縣2005年雕琢夢原住民木雕比賽「耆老的迎接-報戰功」，社會組立體類－優選 「人蛇戀」
- 2004年 獲全國原住民木雕，平面類 - 「獨木舟」三獎，立體類 - 二獎「漁夫」，現代藝術類 -「人神和一」 首獎。
- 2004年 高雄原住民主題公園創作設計競賽第三名。
- 2004年 林務局舉辦三義漂流木雕刻比賽第二名。
- 2003年	屏東縣政府92年度原住民木雕獎－「九族」首獎。
- 2003年 行政院農業委員會林務局漂流木雕刻比賽入選。
- 2002年 臺東地方美展工藝類。‧臺東海瑞社教館木雕比賽第一名。
- 2001年 參加第五十五屆全省美展工藝類入選。
- 1999年 參加台東美術家聯展，工藝類入選﹝特優﹞。

## 教學經歷
- 2022年2月～4月 創意木工手作培訓班
- 2012年	行政院勞工局中區職訓中心「南投仁愛鄉原住民木雕班」講師
- 2011年	行政院勞工局南區職訓中心「木雕技藝研習班」講師
- 2008年	臺東縣關山鎮德高里「部落文化館DIY工坊」木雕進階班講師
- 2005年	苗栗縣部落社區大學之邀 立體雕刻教授
- 2005年	苗栗縣泰安鄉司馬限部落關懷文化協會擔任「原住民雕刻訓練活動講師」

## 展演記錄
- 2022年3月～5月 三義木雕博物館-三義木雕協會聯展
- 2021年4月～5月 三義木雕博物館-三義木雕協會聯展
- 2020年10月 三義木雕協會「巧手神雕」會員聯展
- 2020年7月 台北當代工藝設計分館聯展
- 2020年7月 三義木雕協會「巧雕武藝」會員聯展
- 2019年5月～6月 中彰投苗-當代工藝之美巡迴展
- 2015年	三義木雕博物館「原心原藝原來有你」聯展
- 2013年	三義木雕博物館—回首藝路30年個展
- 2013年	苗栗國立工藝研究發展中心—回首藝路30年個展
- 2012年	三義木雕博物館—臺灣木雕專題展-「地─大地深情」
- 2012年	南投縣杉林溪森林生態渡假園區松瀧部落景觀設計
- 2012年	臺中大墩美術館 聯展
- 2011年	國立臺東專科學校舉辦作品個展
- 2011年	作品「人一己佰」由國立臺東專科學校轉贈給前總統馬英九
- 2011年	國際文化創意博覽會「工藝之家聯展」
- 2011年	原住民族產業博覽會原藝部落主題展「工藝師聯展」
- 2010年	國立臺東專科學校 作品個展
- 2010年	臺東縣文化局美術館辦「2010臺東之美」藝術名家創作巡迴展
- 2010年	花蓮縣文化局美術館辦「2010臺東之美」藝術名家創作巡迴展
- 2010年	臺北世貿南港展覽館文建會主辦文化創意博覽會國家形象區展出
- 2010年	作品於中國湖南東陽木雕城「臺灣精品館」作品典藏
- 2009年	花蓮國際石雕季木雕特展「原藝神斧展風華
- 2008年	「臺東南島文化節暨全國原住民產業博覽會」巨型木雕現場創作展
- 2008年	宜蘭武荖坑園區蘭雨節現場雕刻展
- 2007年	第二届海峽工藝品博覽會的「臺灣館」展出
- 2007年	「臺東南島文化節暨全國原住民產業博覽會」巨型木雕現場創作展
- 2007年	「森雕諸羅」嘉義林管處舉辦全國木雕藝術創作比賽受邀現場創作
- 2007年	臺東縣池上鄉藝術展
- 2007年	「凱達格蘭藝術季」現場展演
- 2006年 全國木雕藝術創作比賽木雕類第三名。
- 2006年 台北101金融大樓89層觀景台文化特區展出。
- 2006年 漂流木「藝術 創意 生活木雕展」木雕博物館會員聯展。
- 2006年 花蓮林田山林業文化園區天然木景觀藝術創作。
- 2005年 林務局花蓮林管處林田山木雕刻藝術創作比賽名師創作邀請。
- 2005年 中正機場第一二期「文化藝廊」、「藝文展示廚櫃」藝文 展出
- 2004年 參加林務局舉辦宜蘭羅東玉穗節參展 - 現雕九米高作品。
- 2003年 參加嘉義市文化局大雕創作個展。
- 2003年 獲邀參加文建會總統府藝廊 - 臺東工藝展現場表演。
- 2001年 台東豐年機場木雕個展
- 2002年 聖地牙哥傳統週木雕表演
- 2001年 聖地牙哥木雕義賣募款

## 國際交流
- 2010年 參觀中國東陽木雕城並舉行交流座談
- 2007年 第二屆海峽工藝品博覽會「臺灣館」展出
- 2003年 加拿大「臺灣文化節」木雕聯展、現場雕刻
- 2002年 美國聖地牙哥臺美基金會「臺灣傳統週」木雕創作
- 2002年 美國聖地牙哥臺美基金會年度募款晚會木雕義賣

## 資料來源
- 國立台灣工藝研究發展中心--王信一[永久]
- 台灣工藝生活美學概念館--王信一[永久]
- 王信一工作室 （页面存档备份，存于）
- 原民巧施妙手 匾額變手工椅〔自由電子報〕 （页面存档备份，存于）
- 獲「第2屆原住民族工藝師甄選及工藝精品認證」獎的梁秀娟及王信一，今接受郭蔡副縣長頒獎表揚[永久]
- 王信一．一代文創工坊